# Lapací měchýřek

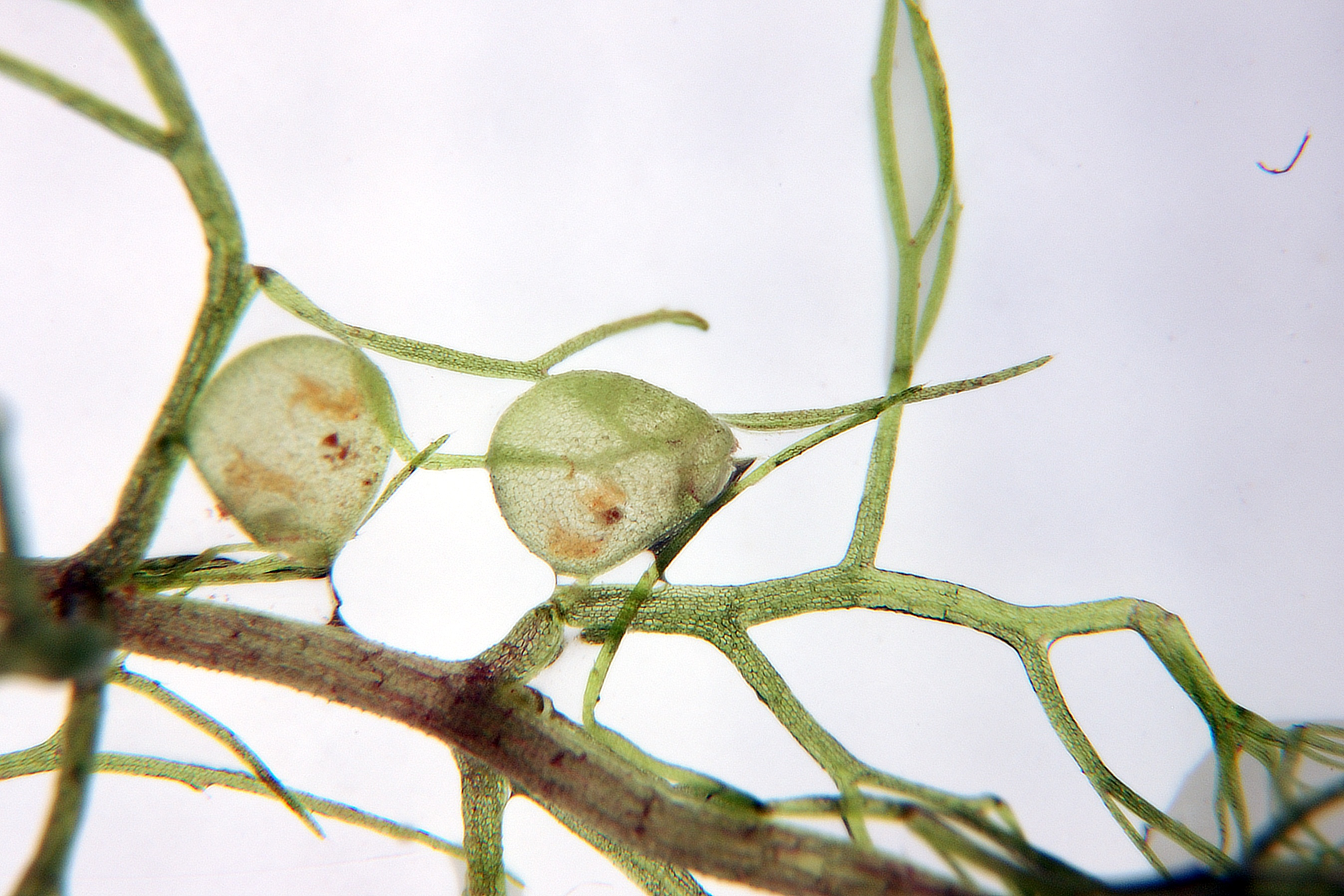
Lodyha s lapacími měchýřky

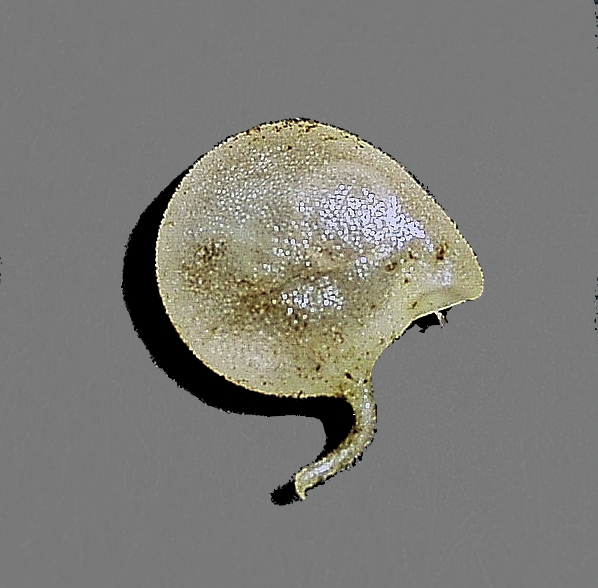
Lapací měchýřek

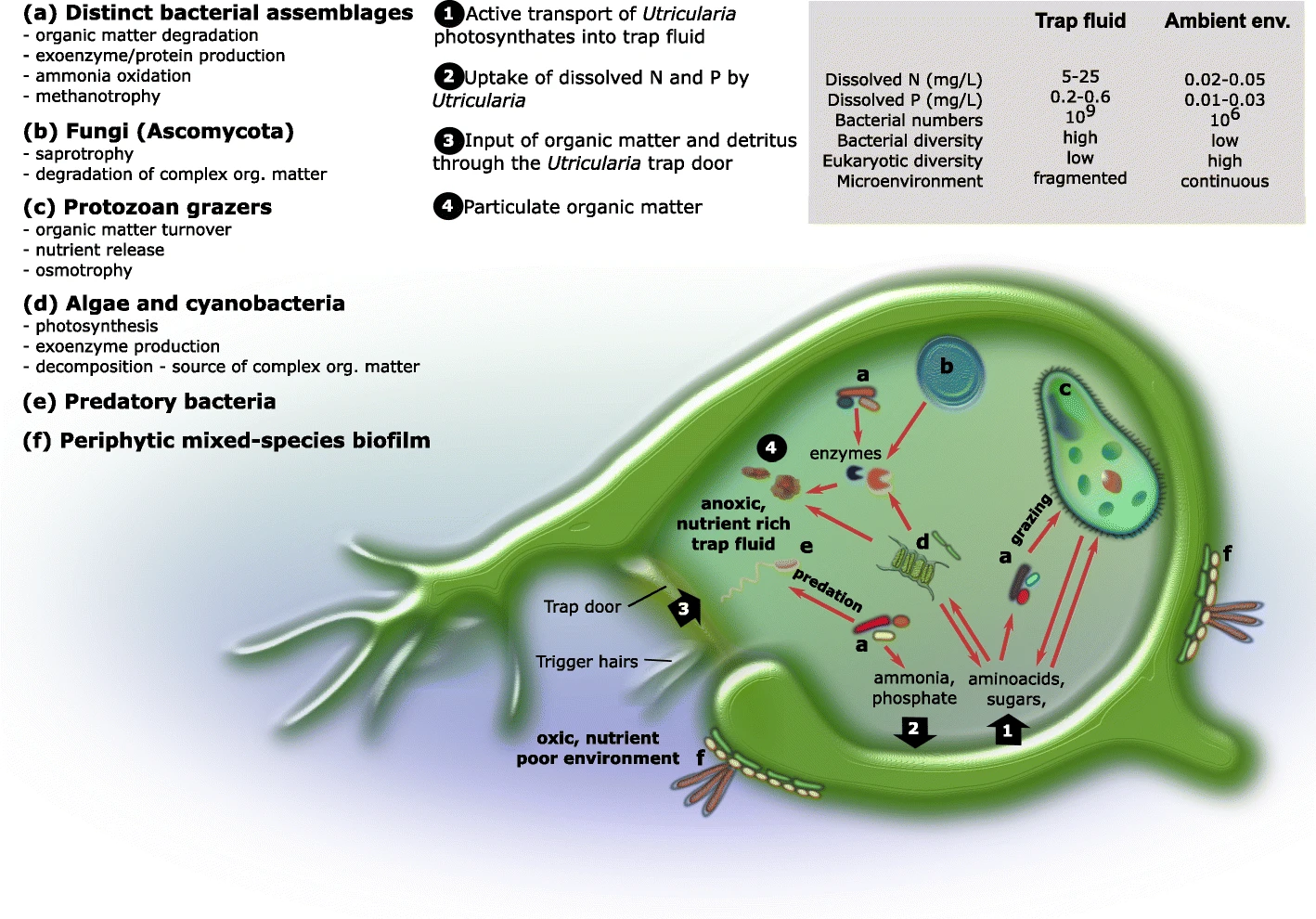
Lapací měchýřek

Lapací měchýřek je rostlinný orgán zploštělého tvaru sloužící k lovu drobné kořisti rostlinami rodu bublinatka (Utricularia). Jeho činnost je založena na prudkém pohybu orgánu, který ke správné funkci potřebuje vodní prostředí. U některých druhů bublinatek slouží lapací měchýřek pouze k doplňkovému získávání látek potřebných k růstu a kvetení, u jiných je nepostradatelný. Rozhodující vliv má typ biotopu, ve kterém rostlina roste.

## Popis
Lapací měchýřky jsou pružné bílé, zelené nebo tmavomodré a mnohdy průsvitné měchýřky, které vznikly přeměnou listů. Vyrůstají přisedle nebo na krátkých stopkách. Mívají velikost 0,5 až 4 mm a každá rostlina má zpravidla větší počet měchýřků. Pro každý druh je charakteristická určitá velikost, která pravděpodobně plyne ze specializace na kořist určité velikosti. Druhy, které rostou v ČR, mají poměrně velké měchýřky.
Okolo hrdla měchýřku vylučují vyměšovací žlázy sladký sliz, který láká potenciální kořist. Kořistí bývají nejčastěji buchanky, lasturnatky a zvláště perloočky. Před vstupem do hrdla jsou štětinaté anténovité výčnělky, které propustí jen živočichy přiměřené velikosti. Tím se zamezí případnému poškození měchýřku větší kořistí. Nitro měchýřku od okolního prostředí vodotěsně odděluje víčko porostlé zvenčí citlivými spouštěcími chlupy.

## Funkce
V základním stavu je měchýřek připraven k lovu, tzn. že je naplněn vodou, je v něm podtlak a pružné stěny jsou prohnuty dovnitř. Podrážděním spouštěcích chlupů víčka se víčko prudce otevře směrem dovnitř a měchýřek nasaje vodu z vnějšího prostředí společně s kořistí. Poté se víčko uzavře. Celý proces od stimulace spouštěcích chlupů po uzavření měchýřku trvá okolo 30 ms.
Žlázy v měchýřku začnou vylučovat trávicí enzymy, které kořist rozloží. Když rostlina pomocí speciálních buněk živiny vstřebá, připravuje se měchýřek k dalšímu použití. Skupina rozdvojených chlupů (dvouramenných žláz) nacházejících se uvnitř v blízkosti hrdla čerpá vodu, která je vytlačována přes vnější stěnu měchýřku. Vyčerpáním části vody z měchýřku se vytvoří potřebný vnitřní podtlak (přibližně během 15 až 30 minut) a měchýřek je připraven k lovu.